# Liste der Monuments historiques in Saint-Lormel
Die Liste der Monuments historiques in Saint-Lormel führt die Monuments historiques in der französischen Gemeinde Saint-Lormel auf.

## Liste der Bauwerke
| Bezeichnung                 | Beschreibung                       | Standort | Kennzeichnung | Schutzstatus | Datum | Bild           |
| --------------------------- | ---------------------------------- | -------- | ------------- | ------------ | ----- | -------------- |
| Ehemalige Kirche St-Lunaire | Erbaut im 12. Jahrhundert          | (Lage)   | PA00089643    | Inscrit      | 1964  | weitere Bilder |
| Château de l’Argentaye      | Schloss, erbaut im 19. Jahrhundert | (Lage)   | PA00089642    | Inscrit      | 1993  | weitere Bilder |

## Liste der Objekte

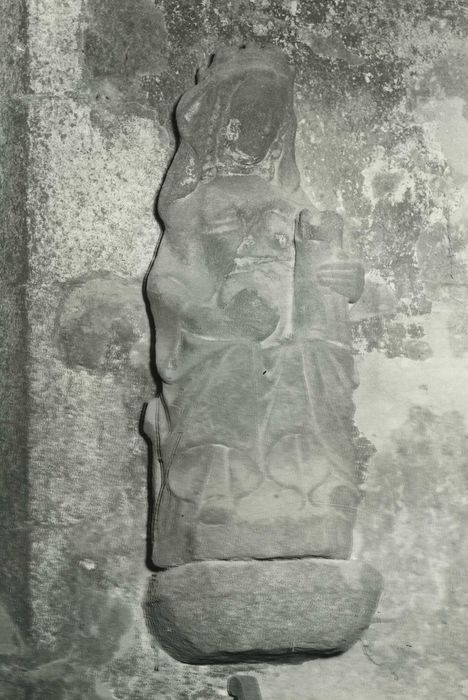
Skulptur Madonna mit Kind (13./14. Jahrhundert) in der Kapelle St-Pierre

- Monuments historiques (Objekte) in Saint-Lormel in der Base Palissy des französischen Kultusministeriums